# لارانجال (میناس گرایس)
لارانجال (به پرتغالی: Laranjal) یک منطقهٔ مسکونی در برزیل است که در میناز ژرایس واقع شده‌است. لارانجال ۶٬۸۳۳ نفر جمعیت دارد.